# کاداوالا
کاداوالا (به لاتین: Kadawala) یک منطقهٔ مسکونی در سری‌لانکا است که در استان غربی، سری‌لانکا واقع شده‌است.